# Stefan Baumeister
Stefan Baumeister (Bad Aibling, 18 april 1993) is een Duitse snowboarder. Hij vertegenwoordigde zijn vaderland op de Olympische Winterspelen 2014 in Sotsji en op de Olympische Winterspelen 2018 in Pyeongchang.

## Carrière
Bij zijn wereldbekerdebuut, in februari 2010 in Sudelfeld, scoorde Baumeister direct wereldbekerpunten. Op de FIS wereldkampioenschappen snowboarden 2013 in Stoneham-et-Tewkesbury eindigde de Duitser als 23e op de parallelslalom en als 35e op de parallelreuzenslalom. In januari 2014 behaalde hij in Bad Gastein zijn eerste toptienklassering in een wereldbekerwedstrijd. Tijdens de Olympische Winterspelen van 2014 in Sotsji eindigde Baumeister als veertiende op de parallelslalom en als twintigste op de parallelreuzenslalom.
In Kreischberg nam de Duitser deel aan de FIS wereldkampioenschappen snowboarden 2015. Op dit toernooi eindigde hij als vijftiende op de parallelslalom en als 35e op de parallelreuzenslalom. In februari 2017 stond hij in Bansko voor de eerste maal in zijn carrière op het podium van een wereldbekerwedstrijd. Op de FIS wereldkampioenschappen snowboarden 2017 in de Spaanse Sierra Nevada eindigde Baumeister als elfde op de parallelslalom en als 23e op de parallelreuzenslalom. Op 18 maart 2017 boekte de Duitser in Winterberg zijn eerste wereldbekerzege. Tijdens de Olympische Winterspelen van 2018 in Pyeongchang eindigde hij als zesde op de parallelreuzenslalom.
In Park City nam Baumeister deel aan de FIS wereldkampioenschappen snowboarden 2019. Op dit toernooi veroverde hij de bronzen medaille op zowel de parallelslalom als de parallelreuzenslalom.

## Resultaten

### Olympische Winterspelen
| Jaar | Plaats      | Resultaten                                  |
| ---- | ----------- | ------------------------------------------- |
| 2014 | Sotsji      | 14e Parallelslalom 20e Parallelreuzenslalom |
| 2018 | Pyeongchang | 6e Parallelreuzenslalom                     |

### Wereldkampioenschappen
| Jaar | Plaats        | Resultaten                                  |
| ---- | ------------- | ------------------------------------------- |
| 2013 | Stoneham      | 23e Parallelslalom 35e Parallelreuzenslalom |
| 2015 | Kreischberg   | 15e Parallelslalom 35e Parallelreuzenslalom |
| 2017 | Sierra Nevada | 11e Parallelslalom 23e Parallelreuzenslalom |
| 2019 | Park City     | Parallelslalom · Parallelreuzenslalom       |

### Wereldbeker
Eindklasseringen
| Seizoen   | Algm | PAR    | PGS | PSL    |
| --------- | ---- | ------ | --- | ------ |
| 2009/2010 | 307e | 24e    | –   | –      |
| 2010/2011 | 148e | 68e    | –   | –      |
| 2012/2013 | –    | 45e    | 43e | 49e    |
| 2013/2014 | –    | 25e    | 28e | 21e    |
| 2014/2015 | –    | 30e    | 30e | 34e    |
| 2015/2016 | –    | 25e    | 35e | 17e    |
| 2016/2017 | –    | 7e     | 11e | Zilver |
| 2017/2018 | –    | 16e    | 16e | 18e    |
| 2018/2019 | –    | 7e     | 13e | Goud   |
| 2019/2020 | –    | Zilver | 7e  | Brons  |

Wereldbekerzeges
| Datum          | Plaats      | Onderdeel            |
| -------------- | ----------- | -------------------- |
| 18 maart 2017  | Winterberg  | Parallelslalom       |
| 3 maart 2018   | Kayseri     | Parallelreuzenslalom |
| 8 januari 2019 | Bad Gastein | Parallelslalom       |